# Paulinus von Périgueux
Paulinus von Périgueux (auch Paulinus von Petricordia) war ein Kleriker, der im 5. Jahrhundert in Gallien lebte. Er verfasste eine Lebensbeschreibung des heiligen Martin von Tours, die ihrerseits wieder von der Martinsbiografie des Sulpicius Severus abhängig ist. Als Verfassungszeitraum der Schrift wird die Zeit zwischen 459 und 470 angenommen. Das Werk ist gewidmet dem Perpetuus, einem Bischof von Tours.